# 8885 Сетте
8885 Сетте (8885 Sette) — астероїд головного поясу, відкритий 13 березня 1994 року.
Тіссеранів параметр щодо Юпітера — 3,493.